# 283
Криза Римської імперії у 3 столітті. Зміна імператора. У Китаї править династія Західна Цзінь, в Японії триває період Ямато, в Індії період занепаду Кушанської імперії, у Персії править династія Сассанідів.
На території лісостепової України Черняхівська культура. У Північному Причорномор'ї готи й сармати.

## Події
- Імператор Кар здійснює успішний похід проти персів, захоплює столицю Ктесіфон, але гине від удару блискавки.
- Після загибелі римського імператора Кара, трон обіймають його сини Марк Аврелій Карін та Нумеріан.
- 28-им папою римським стає Гай.

## Померли
- Гай Марк Аврелій Кар, римський імператор.
- Євтихій, папа римський.